# Мардиев, Алишер Мардиевич
Алишер Мардиевич Мардиев (узб. Alisher Mardievich Mardiyev; род. в Узбекской ССР, СССР) — государственный деятель, хоким Самаркандской области.

## Биография
С 1993 до 1995 года Алишер Мардиевич является министром юстиции Республики Узбекистан. В 1995 году его избрали на должность хокима Самаркандской области. В ноябре 1998 года по указу президента Республики Узбекистан Ислама Каримова Алишер Мардиевич освобожден от обязанностей хокима Самаркандской области.